# Alan Barbosa Domingos
Alan Barbosa Domingos (ur. 15 lutego 1980 w Uberlândii) – brazylijski siatkarz, grający na pozycji libero, reprezentant kraju. Alan pierwsze kroki stawiał w juniorskiej drużynie Olympikusu.

## Sukcesy klubowe
Mistrzostwo Brazylii:
- 2003, 2006
- 2000, 2004
- 1999, 2006, 2010, 2014

Mistrzostwo Belgii:
- 2005

Mistrzostwo Rosji:
- 2008
- 2010

Puchar CEV:
- 2009

Klubowe Mistrzostwa Świata:
- 2014

Klubowe Mistrzostwa Ameryki Południowej:
- 2018

Mistrzostwo Finlandii:
- 2019

## Sukcesy reprezentacyjne
Mistrzostwa Świata Juniorów:
- 1999

Liga Światowa:
- 2007
- 2013

Mistrzostwa Świata:
- 2010

Puchar Panamerykański:
- 2013

Mistrzostwa Ameryki Południowej:
- 2013

## Nagrody indywidualne
- 1999: Najlepszy przyjmujący i broniący Mistrzostw Świata Juniorów
- 2014: Najlepszy libero Klubowych Mistrzostw Świata